# カリフォルニア・ジョブ・ケース

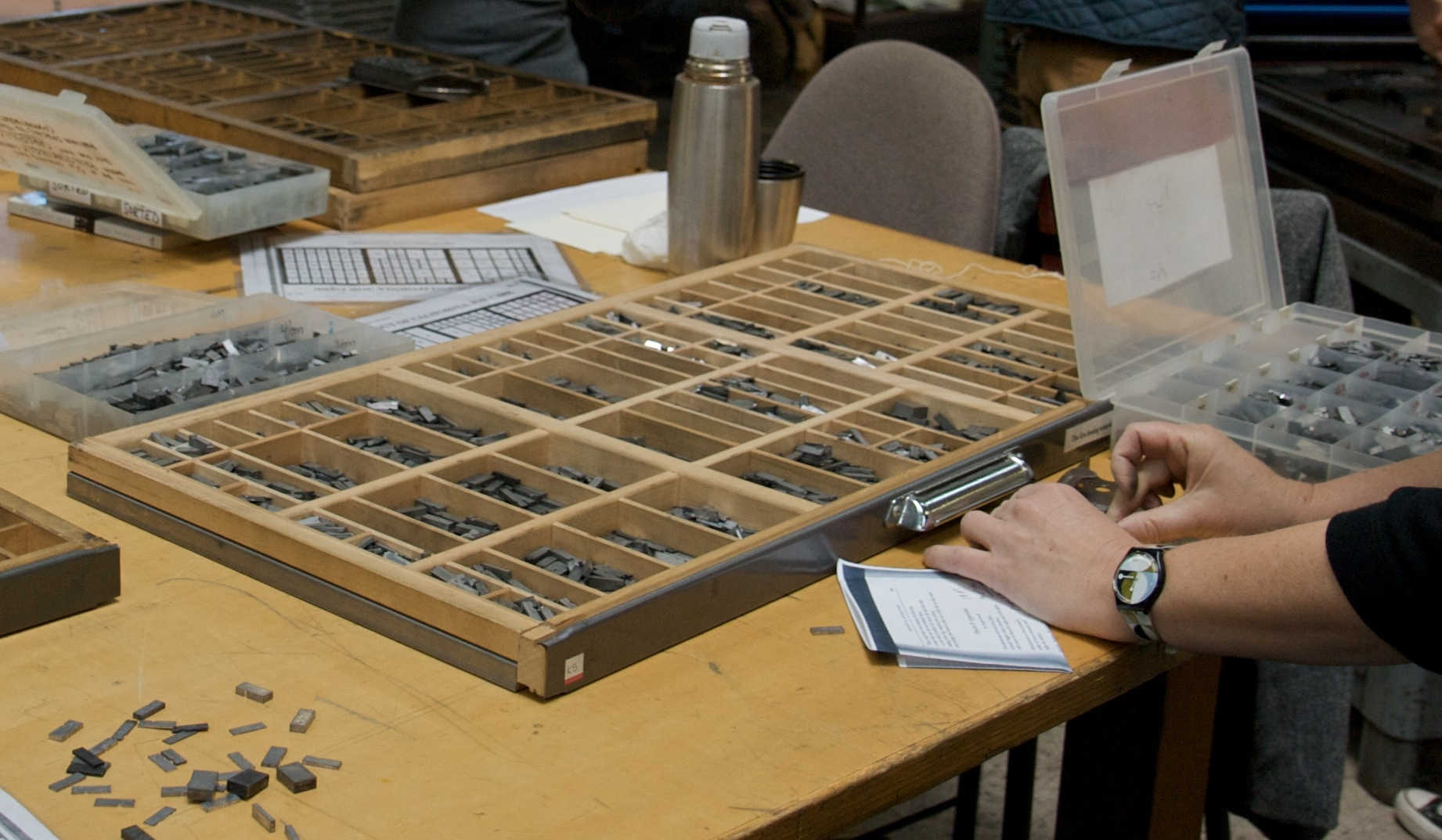
カリフォルニア・ジョブ・ケース

カリフォルニア・ジョブ・ケース（英: California job case）とは、活版印刷において各文字ごとの活字を仕分けるために利用する仕切り板付きの木製活字ケースの一種である。アメリカで最も人気のあり、活用された活字ケースである。カリフォルニア・ジョブ・ケースの名はこの活字ケースを普及した鋳造所がカリフォルニアが位置するアメリカ合衆国西部太平洋沿岸に位置していたことに由来する。
カリフォルニア・ジョブ・ケースの大きな特徴としては1871年にJ・L・リングウォルトによる著書『American Encyclopaedia of Printing』に記録され、サンフランシスコの印刷業者が使用していた作業効率の良い活字ケースのレイアウト（配置）を採用したことである。配置の改良により、植字工が活字を組版ステッキに並べる際に必要とする手の移動距離を以前まで一般的に使用されたイタリック・ケースの改良版と比べて1日あたり半マイル以上も短縮されたとされている。従来の活字ケースでは大文字と小文字の活字はそれぞれ別の活字ケースに収納していた。そのため、英語において大文字を "uppercase"、小文字を "lowercase" という単語で呼ばれる由来となっている。大文字と小文字を一体化したカリフォルニア・ジョブ・ケースは19世紀の西部開拓時代の間に広く普及した。

## 配置
カリフォルニア・ジョブ・ケースは89の仕切られたスペースが存在し、スペースの大部分は特定の文字、（文字の間隔を調整する）スペーサー、合字、クアッドに割り当てられていた。ジョブ・ケース上部の未割当の部分のちがいによって、いくつかのバリエーションが存在している。
| ffi                            | fl | 5/m | 4/m | ’ | k | e           | e           |   | 1 | 2 | 3 | 4 | 5 | 6              | 7              | 8 |   | $ | £ | – | Æ | Œ   | æ | œ |
| j                              | b  | c   | c   | d | d | e           | e           | i | i | s | s | f | g | ff             | 9              | A | B | C | D | E | F | G   |   |   |
| ?                              | b  | c   | c   | d | d | e           | e           | i | i | s | s | f | g | fi             | 0              | H | I | K | L | M | N | O   |   |   |
| !                              | l  | m   | m   | n | n | h           | h           | o | o | y | p | w | , | en qd          | em qd          | H | I | K | L | M | N | O   |   |   |
| z                              | l  | m   | m   | n | n | h           | h           | o | o | y | p | w | , | en qd          | em qd          | P | Q | R | S | T | V | W   |   |   |
| x                              | v  | u   | u   | t | t | 3/em spaces | 3/em spaces | a | a | r | r | ; | : | 2 & 3-em quads | 2 & 3-em quads | P | Q | R | S | T | V | W   |   |   |
| q                              | v  | u   | u   | t | t | 3/em spaces | 3/em spaces | a | a | r | r | . | - | 2 & 3-em quads | 2 & 3-em quads | X | Y | Z | J | U | & | ffl |   |   |
| カリフォルニア・ジョブ・ケース |    |     |     |   |   |             |             |   |   |   |   |   |   |                |                |   |   |   |   |   |   |     |   |   |

小文字、句読点、多種類の幅を持つスペーサーは左側に、大文字は右側に、数字、その他の記号の一部は上側に割り当てられている。小文字の区画の位置と大きさは、文字の出現頻度に応じて異なっている。大文字のスペースは大きさ（面積）がすべて同一で、⟨A⟩ から ⟨Z⟩ の順に配置されているが、⟨J⟩ および ⟨U⟩ に関しては初期のカリフォルニア・ジョブ・ケースがイギリスの印刷業者によって ⟨J⟩、⟨U⟩ を省略されたため、⟨Z⟩ の後にスペースが割り当てられている。
これらの配置により、頻繁に使用される文字を植字工の手が届きやすい位置に大量に配置し、合字や幅の異なるスペーサーも近くに配置することで作業効率が向上している。
カリフォルニア・ジョブ・ケースの近くには各サイズ、書体ごとの活字を収納する専用のトレイ（ケース）をまとめたキャビネットが設置されていた。そのキャビネットは植字工が作業しやすい高さに設けられた天板に設置されており、組版作業台としての役割も果たしていた。
植字作業の効率化を目的として文字の出現頻度に応じて活字スペースを配置したことが垣間見える。例としては、出現頻度の高い文字（⟨t⟩、⟨n⟩、⟨e⟩、⟨i⟩、⟨o⟩、⟨r⟩）の配置はジョブ・ケースの中心部分に円形に配置されており、出現頻度の低い文字や記号に関しては中心から離れた位置に配置されている。カリフォルニア・ジョブ・ケースの配列はほとんどすべて統一されているため、熟練した植字工の間では別の植字工がどの位置から活字を取っているかを観察するだけでどのような文字を組んでいるかが認識できたとされている。
また、頻繁に使用される文字については植字工の手に近い位置に配置するだけでなく、文字ごとにスペースの大きさも使用頻度に応じて適宜変えられている。そのため、カリフォルニア・ジョブ・ケースでは英語において出現頻度の高い文字の ⟨e⟩ のスペースは最大であり、⟨j⟩、⟨k⟩、⟨q⟩、⟨x⟩、⟨z⟩ のスペースは最小となっている。
カリフォルニア・ジョブ・ケースには語と語の間に挿入したり行を詰めるために使われるエム・スペース（em space）やエン・スペース（en space）などのスペーサーやクアッドを収納する大きめの区画も存在している。エム・スペースは各活字のポイントサイズと同じ幅の活字であり、エン・スペースはその半分の幅となっている。多くの活字において数字はエン・スペースと同じ幅となっていることから、エン・スペースにより数字の前後で文字のスペースを調整することが可能になる。また、単語間のスペースに関しては 1/3エム・スペース（3-to-em space）が最も多く使用されおり、1/3エム・スペース三つ分でエム・スペースと同等の幅となる。